# Joh. Ces. Godeffroy & Sohn
Joh. Ces. Godeffroy & Sohn, (auch Johann Cesar Godeffroy & Sohn, J. C. Godeffroy & Sohn, J. C. G. & S. (Reedereiflagge)) war eine Reederei und Handelshaus in Hamburg, das 1766 gegründet und im Dezember 1879 seine Aktivitäten einstellte.

## Firmenname
- 1766 gründete Johan Cesar Godeffroy das Handelshaus „J. C. Godeffroy“. Er handelte in eigenem Namen und auf eigene Rechnung.[1]
- 1782 wurde ein Teilhaber aufgenommen, weshalb nun der Name „J. C. Godeffroy & Co“ geführt wurde.
- Seit dem 1. Januar 1806, als sich der Sohn Johan Cesar Godeffroy an der Firma beteiligte, führte sie den Namen „Johann Cesar Godeffroy & Sohn“.[2]

## Teilhaber
- Johan Cesar Godeffroy (1742–1818) von 1782 bis 1818
- Teilhaber (Name nicht ermittelbar) ab 1782 bis ?
- Christian Johann Martin Kühne von Januar 1795 bis Ende Dezember 1801[3]
- Johan Cesar Godeffroy (1781–1845) von 1806 bis 1845[4]
- Eduard Ferdinand Faerber vom 22. Mai 1818 bis 16. Oktober 1819.[2]
- Johann Heinrich Bohnenberg vom 22. Mai 1818 bis 16. Oktober 1819.[2][5]
- Eduard Ferdinand Faerber vom 17. Oktober 1819 bis 31. Dezember 1831[6]
- Johan Cesar Godeffroy (1813–1885) von 1837 bis 1879
- Gustav Godeffroy von 1842 bis 1872
- Johan Cesar Godeffroy (1838–1912) von 1862 bis 1879

## Aktivitäten
Zu den Handelsaktivitäten kamen im Laufe der Zeit der Schiffbau, die Reederei sowie die Beteiligung an dem Eisenhüttenwerk Georgs-Marien-Bergwerks- und Hüttenverein in Georgsmarienhütte im Jahr 1868.
Johan Cesar Godeffroy (1742–1818) war ab dem Jahr 1766 unter dem Namen „Joh. Ces. Godeffroy“ als Kaufmann auf eigene Rechnung tätig geworden. Im Jahr 1782 nahm er einen Partner in die Firma auf und firmierte von da an unter „Joh. Ces. Godeffroy & Co“. Von Januar 1795 bis Ende Dezember 1801 war Christian Johann Martin Kühne Teilhaber. Das Unternehmen importierte vorwiegend Leinen aus Schlesien, aber auch aus Sachsen und Westfalen. Die Stoffe wurden üblicherweise über das Breslauer Bankhaus Eichborn & Co. aufgekauft und von Hamburg mit gecharterten Schiffen nach Cádiz exportiert, wo dortige Kaufleute die Handelsware in die spanischen Kolonien nach Südamerika verschifften. Von Havana wurde Zucker importiert.
1806 trat Johan Cesar Godeffroy jun. in das Handelsunternehmen ein, das ab 1. Januar 1806 als „Johann Cesar Godeffroy & Sohn“ firmierte. Infolge der Kontinentalsperre waren die Geschäfte schlecht und die Erlöse der Firma brachen im Vergleich zu den Vorjahren auf ein Zwanzigstel ein. Während der zweiten französischen Besetzung Hamburgs 1813 verlegte die Familie ihren Wohnsitz und das Geschäft nach Kiel. Nach dem Abzug der französischen Besatzung liefen die Geschäfte in Hamburg nur langsam wieder an.
1844 erzielte „Joh. Ces. Godeffroy & Sohn“ mehr Einnahmen durch die Reederei als durch den Handel. Es lassen sich 94 verschiedene Segelschiffe nachweisen, die zwischen 1823 und 1879 unter der Flagge von „Joh. Ces. Godeffroy & Sohn“ gesegelt sind, mehr als ein Dutzend davon länger als 20 Jahre. Zwischen 1853 und 1873 wurden zwischen 20 und 30 Schiffe pro Jahr befrachtet, deren jährliche Transportkapazität zwischen 4000 und 4500 Commerzlasten betrug. Mehr als die Hälfte aller Segelschiffe wurden im Auftrage von Joh. Ces. Godeffroy & Sohn gebaut oder ab Werft gekauft und ca. ein Viertel ging verloren, oft mit Ladung, Besatzung und Passagieren. Unter den Schiffen war die 1853 auf der Reiherstieg-Werft gebaute „Wilhelmsburg“ mit einer Länge von 41,25 m, einer Breite von 10,29 m und einer Tragfähigkeit von 424 Commerzlasten für 10 Jahre das zweitgrößte der Flotte. Das jemals größte Segelschiff von Joh. Ces. Godeffroy & Sohn war die „Sovereign of the Seas“. Es war 1852 bei Donald McKay in Boston gebaut worden, mit einer Länge von 74,63 m, einer Breite von 11,91 m und für eine Tragfähigkeit von 788 Commerzlasten.
Im Jahr 1846 gründete „Joh. Ces. Godeffroy & Sohn“ mit der 1770 gegründeten Fa. „L. R. Beit, Gold- und Silber-Affinerie“ das „Elb-Kupferwerk“ zur Verarbeitung der Kupfererze, die eigene und fremde Schiffe aus Südamerika und hauptsächlich aus Chile im Hamburger Hafen anlandeten. 1857 kam es zur Übernahme der Aktivitäten durch die neugegründete „Elbhütte Affinir- und Handelsgesellschaft“, an der Godeffroy und Ferdinand Beit weiterhin beteiligt waren. Als deren Nachfolgegesellschaft existiert heutzutage die Aurubis AG (früher: Norddeutsche Affinerie).
Am 22. Juni 1849 kaufte „Joh. Ces. Godeffroy & Sohn“ die um 1706 gegründete Reiherstiegwerft von Hermann V. Roosen, um die Nachfrage nach Transportkapazität im wachsenden Handel u. a. mit Süd- und Nordamerika und Australien befriedigen zu können. Die Teilhaberschaft wurde im Frühjahr 1879 beendet.
Im Januar 1853 wurden zwei Raddampfer zum Betrieb eines regelmäßigen Fährverkehrs zwischen Hamburg und Helgoland von der „Elb-Dampfschiff-Compagnie“ erworben. 1854 nahm der Raddampfer „Helgoland“ seinen Dienst auf. Er war von der schottischen Werft „Caird & Company“ gebaut worden. 1863 wurde der Dienst wieder eingestellt.
Im April 1855 beteiligte sich „Joh. Ces. Godeffroy & Sohn“ mit „F. J. Tesdorf & Sohn“, Robert Kayser, der schon an der „Elbhütte Affinir- und Handelsgesellschaft“ beteiligt war, und zwei weiteren Firmen an der Gründung der „Elb-Zuckersiederei“ in der Form einer AG. Firmenzweck war die Verarbeitung kubanischen Rohrzuckers, den die Handelsniederlassung in Havanna aufgekauft hatte. Da der Rübenzucker preisgünstiger angeboten wurde, wurde die Firma nach wenigen Jahren wieder geschlossen. Vorstand der Firma war Siegmund Robinow.
Ab 1857 verlegte „Joh. Ces. Godeffroy & Sohn“ ihre Aktivitäten in den Südpazifik. Auf Samoa betrieb sie Kokosplantagen. Die Früchte wurden zerkleinert, nach Hamburg verschifft und zu Öl gepresst. Die Erfolge dieses Geschäftes brachten ihm den anerkennenden Beinamen „Südseekönig“.
Am 1. Januar 1862 trat Johan Cesar Godeffroy jun. als Teilhaber in die Firma. Zum Ende des Jahres 1872 schied Gustav Godeffroy als Teilhaber aus.
Im Jahr 1863 wurde ein Mitarbeiter für die Bearbeitung von Naturalien eingestellt, die zunächst von den Kapitänen, später von Forschungsreisenden auf ihren Reisen in die Südsee gesammelt worden waren.
Im Juli 1867 erwarb „Joh. Ces. Godeffroy & Sohn“ ein Grundstück in der Herrenteich Laischaft in der Absicht, ein Walz- und Hammerwerk zur Herstellung von Stahlprodukten für die Schifffahrt aufzubauen. Am Ende des Jahres 1868 beteiligte sich „Joh. Ces. Godeffroy & Sohn“ an der Gründung einer Aktiengesellschaft zum Bau des Eisen- und Stahlwerkes zu Osnabrück. Cesar Godeffroy übernahm dabei den Vorsitz des Verwaltungsrates.
„Joh. Ces. Godeffroy & Sohn“ besaß zum Zeitpunkt der Zahlungseinstellung eine Reihe von Bergwerksbeteiligungen: Zeche Wolfsbank, Zeche Neuwesel, Zeche Nordsee, Zeche Minister Stein, Zeche Dahlhausen Tiefbau, Zeche Dorsfeld, Zeche Wische und Zeche Carolus Magnus.

### Zahlungsunfähigkeit
Aufgrund mangelnder Liquidität stellte die Firma am 1. Dezember 1879 die Zahlungen ein. Zu den Ursachen hat der Bergwerksbetrieb in Osnabrück beigetragen, der seit 1872 Zuschüsse erforderte. Im April 1880 erreichte Cesar Godeffroy mit seinen Gläubigern einen Vergleich, dessen Abwicklung über 30 Jahre lang dauerte. 1913 wurde der Name der Firma „Joh. Ces. Godeffroy & Sohn“ aus dem Handelsregister gelöscht.

### Nachfolge
Die Südsee-Organisation des Handelshauses wurde weitgehend von der Deutschen Handels- und Plantagen-Gesellschaft der Südseeinseln (DHPG) zu Hamburg übernommen.